# هلن رولاسون
هلن فرانسیس رولاسون (۱۱ مارس ۱۹۵۶ – ۹ اوت ۱۹۹۹) روزنامه‌نگار ورزشی و مجری تلویزیونی بریتانیایی بود که در سال ۱۹۹۰ اولین مجری زن برنامه ورزشی بی‌بی‌سی گرنداستند شد. او همچنین مجری ثابت ورزش در روز جمعه و برنامه کودک نیوزروند در دهه ۱۹۸۰ بود.
رولاسون که در لندن متولد شد، قبل از ورود به رادیو در سال ۱۹۸۰، برای تبدیل شدن به یک معلم تربیت بدنی تحصیل کرد. او پس از کارگردانی محتوای مرتبط با ورزش برای کانال ۴، جایی که به معرفی فوتبال آمریکایی به تلویزیون بریتانیا کمک کرد، پوشش خبری بازی‌های دانشجویی جهانی ۱۹۸۷ و بازی‌های المپیک تابستانی ۱۹۸۸ را برای آی‌تی‌وی انجام داد. کار او در گرنداستند در بین بینندگان محبوبیت پیدا کرد و منجر به تعدادی دیگر از نقش‌های ورزشی برای رولاسون در طول دهه ۱۹۹۰ شد. او علاوه بر پوشش رویدادهای جریان اصلی مانند بازی‌های المپیک تابستانی ۱۹۹۶، قهرمان ورزش‌های معلولیت شد و به ارتقای شهرت آن و تغییر دیدگاه عمومی و رسانه‌ای آن کمک کرد. او بولتن‌های ورزشی را برای اخبار صبحگاهی بی‌بی‌سی و بی‌بی‌سی نیوز ارائه کرد و در سال ۱۹۹۶ به عنوان مجری ورزشی سال انتخاب شد.
رولاسون در سال ۱۹۹۷ به سرطان روده بزرگ مبتلا شد و دو سال با این بیماری مبارزه کرد. یک مستند در سال ۱۹۹۸، امید برای هلن، درمان او را دنبال کرد و به خاطر شجاعتش، حمایت عمومی زیادی را از او به دست آورد. او در طول بیماری خود به کار ادامه داد و اندکی قبل از مرگش در جشن تولد ۱۹۹۹ به عنوان عضو والامقام امپراتوری بریتانیا منصوب شد. بعداً در همان سال، بی‌بی‌سی جایزه‌ای را به یاد او ایجاد کرد که در مراسم سالانه شخصیت ورزشی سال بی‌بی‌سی اهدا می‌شود. یک مؤسسه خیریه سرطان نیز به نام او تأسیس شد. حرفه تلویزیونی رولاسون همچنین به باز کردن راه برای ورود زنان دیگر به دنیای پخش ورزشی کمک کرد و مجریانی مانند سو بارکر و گابی لوگان راه او را دنبال کردند.

## اوایل زندگی
هلن گریندلی در ۱۱ مارس ۱۹۵۶ در لندن به دنیا آمد و در ۹ ماهگی به فرزندی پذیرفت. او در خانواده ای بزرگ شد که دومین فرزند از سه فرزندش بود، دوران کودکی خود را در نورث همپتون‌شر و باث گذراند. پدرش یک مهندس بود که بعداً مدرس کالج باث شد و مادرش معلم زیست‌شناسی بود.  او در دبیرستان دختران باث تحصیل کرد و پس از ایجاد علاقه اولیه به ورزش، عضو باشگاه دو و میدانی باث و همچنین هاکی برای سامرست شد. اگرچه او مایل بود حرفه ای در پخش را دنبال کند، مشاوران شغلی در مدرسه او را به سمت تدریس هدایت کردند. 
او پس از ترک مدرسه در کالج تربیت بدنی چلسی دانشگاه برایتون در ایست‌بورن تحصیل کرد و در آنجا معاون رئیس اتحادیه دانشجویان شد. در طول سال دوم خود در کالج، او یک ترم را به عنوان دانشجوی بورس در دانشگاه دالهاوزی در هالیفاکس، نوا اسکوشیا گذراند.  او در سال ۱۹۷۷ فارغ‌التحصیل شد.  وی پس از اتمام تحصیلات خود معلم ورزش شد و سه سال به تدریس این موضوع برای دانش‌آموزان دبیرستان پرداخت. او ابتدا در مدرسه هنری بوفورت در وینچستر، همپشایر کار می‌کرد، قبل از اینکه به اسکس رفت، جایی که معلم تدارکات بود. زمانی که او در حال تدریس تربیت بدنی بود، با همسر آینده اش، معلمی به نام جان رولاسون، آشنا شد. این زوج در سال ۱۹۸۰ ازدواج کردند.   دخترشان نیکی، در سال ۱۹۸۳ به دنیا آمد.  این زوج در سال ۱۹۹۱ طلاق گرفتند. 

## حرفه تلویزیونی
رولاسون آرزو داشت در پخش تلویزیون مشغول به کار می‌شد، وی در حالی که هنوز تدریس می‌کرد، در آزمون‌های بی‌بی‌سی ولز و بی‌بی‌سی سوث شرکت کرد، اما در هیچ‌کدام موفق نشد. در سال ۱۹۸۰، او پس از دیدن یک آگهی در مرکز شهر بزیلدون و ارائه خدمات خود به آنها، به عنوان یک مجری داوطلب در رادیو جامعه بازیلدون مشغول به کار شد. یک سال بعد او به عنوان گزارشگر ورزشی به تیم رادیو اسکس پیوست که ایستگاه تجاری شروع به پخش کرد.  او متعاقباً به عنوان معاون سردبیر ورزشی این شبکه منصوب شد. سه سال بعد، او تهیه‌کننده و کارگردان چیرلیدر پروداکشنز شد و محتوای ورزشی برای کانال ۴ تولید کرد. از جمله رویدادهایی که او به ارائه پوشش کمک کرد، فینال جام دیویس ۱۹۸۴، که در سوئد برگزار شد، و سوپر بول اکس‌آی‌اکس، که در سال ۱۹۸۵ برگزار شد، بود. علاوه بر این، او در مسابقات مسترز آمریکا و آزاد آمریکا کار کرد.